# ایحود

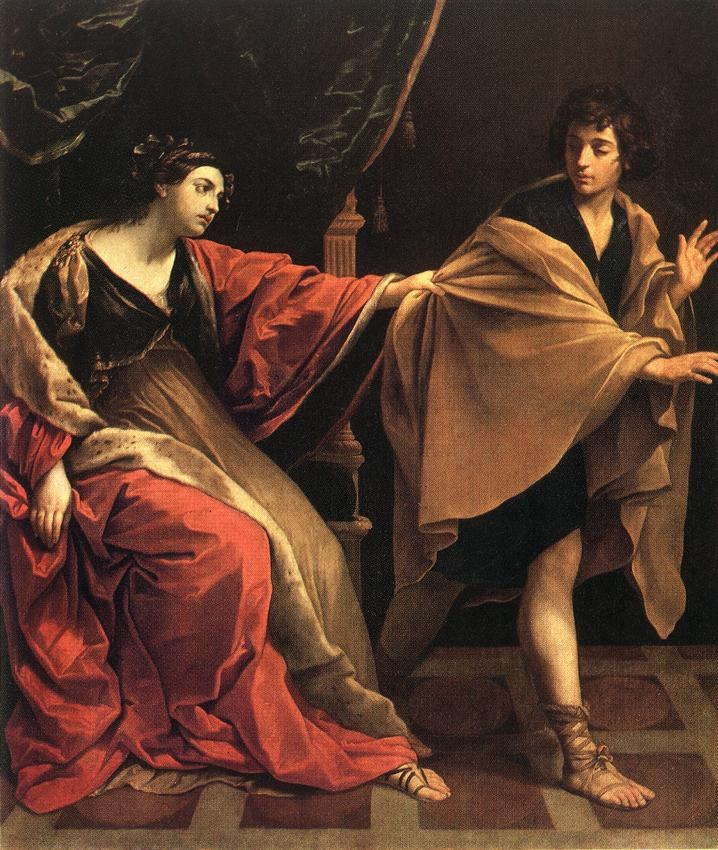
The Biblical story about Joseph and پوتیفار's wife is an example of the risks with yichud.

ایحود یا ایسور ییحود (عبری: איסור ייחוד) به معنی خلوت زن و مرد بیگانه که با هم خویشاوندی نزدیک ندارند، در مکانی دربسته است؛ که در شریعت یهود ممنوع گشته است. در شولحان عاروخ چنین خلوتی با زنان نیدا و شوهردار ممنوع گشته است؛ و وضع این ممنوعیت به داوود پادشاه نسبت داده شده است. ایحود، بخشی از مراسم ازدواج یهودیان اشکنازی شمرده می‌شود؛ بر اساس رسوم زن و مردی که تازه با هم ازدواج کرده‌اند، مدّتی در مکانی دربسته با هم خلوت می‌کنند.